# Maureen Franco
Maureen Franco, vollständiger Name Maureen Javier Franco Alonso, (* 13. Dezember 1983 in Durazno) ist ein uruguayischer Fußballspieler.

## Karriere

### Verein
Der 1,80 Meter große Mittelfeld- bzw. Offensivakteur Franco gehörte seit der Apertura 2003 bis ins Jahr 2004 dem Kader des Erstligisten Nacional Montevideo an. 2004 bestritt er für die Montevideaner eine Erstligapartie (kein Tor). 2005 spielte er auf Leihbasis für den Ligakonkurrenten Club Sportivo Cerrito und wusse zu überzeugen. Insgesamt lief er dort in der während der Umstellungsphase auf das europäische Saisonsystem ausgetragenen Zwischensaison 2005 13-mal (kein Tor) und der Spielzeit 2005/06 16-mal (ein Tor) in der höchsten uruguayischen Spielklasse auf. Das Jahr 2006 verbrachte er wieder in Reihen von Nacional und wurde somit in der Saison 2005/06 mit den „Bolsos“ Uruguayischer Meister. Dazu trug er mit fünf Erstligaeinsätzen (kein Tor) bei. Nach anderen Angaben wurde er während der beiden Phasen seiner Zugehörigkeit zu Nacional in insgesamt sieben Spielen eingesetzt. In der Clausura 2007 war er wieder für Cerrito aktiv, wo ihn Trainer Edgardo Arias zum Mittelstürmer umfunktionierte. Dabei erzielte er zwei Treffer bei 13 absolvierten Erstligabegegnungen. Es folgte in der Apertura 2007 eine Station bei den Montevideo Wanderers. Dort blieb er jedoch weitgehend unberücksichtigt, kam aber immerhin in drei Spielen zum Einsatz. Sowohl in der Clausura als auch der Apertura 2008 stand er wieder bei Cerrito im Kader. In der Clausura 2009 schloss sich ein Engagement auf Leihbasis beim norduruguayischen Klub Tacuarembó FC an. Dort lief er in 13 Spielen auf und erzielte sechs Treffer in der Primera División. In der Saison 2009/10 bestritt er sodann 14 Erstligaspiele für Cerrito, in denen er 13 Tore schoss. Damit wurde er Torschützenkönig der Apertura 2010. Während dieser vier bis dahin bei Cerrito geführten Kaderzugehörigkeitszeiträume werden für ihn insgesamt 24 erzielte Treffer bei 81 absolvierten Partien geführt. Im Januar 2010 wechselte er im Rahmen eines sechsmonatigen Leihgeschäfts mit Kaufoption nach Argentinien zu den Chacarita Juniors, für die er bei zehn Einsätzen Primera División in der Clausura 2010 allerdings keinen Treffer verbuchen konnte. Nach mindestens sechs weiteren Zweitligaeinsätzen (drei Tore) für das Team des Club Sportivo Cerrito in der Saison 2010/11 wurde er 2011 von dort an den Erstligisten Liverpool Montevideo ausgeliehen. In der Saison 2010/11 sind dort für ihn zwölf Ligaeinsätze (drei Tore) und zwei absolvierte Begegnungen der Copa Libertadores (ein Tor) verzeichnet. Anschließend folgte im selben Jahr eine weitere Ausleihe an den ebenfalls in Montevideo beheimateten Klub River Plate Montevideo, für den er in der Spielzeit 2011/12 19-mal in der Primera División auflief und fünfmal ins gegnerische Tor traf. 2012 gab Cerrito Franco dann an die Rampla Juniors ab, wo er bis 2013 verblieb. Ende Januar 2013 wurde über einen Wechsel Francos nach Brasilien zum Club Alecrim aus der Stadt Natal berichtet. Von dort wechselte er 2013 zu Sud América und stieg mit der Mannschaft am Saisonende in die Primera División auf. Im August 2013 zog er weiter zu Racing Olavarría. Bei den Argentiniern werden für ihn neun Ligaeinsätze im Torneo Argentino A mit drei persönlichen Torerfolgen geführt. Auch bestritt er ein Spiel (kein Tor) der Copa Argentina. Ende November 2013 wurde sein Wechsel zu Técnico Universitario vermeldet. Zur Apertura 2014 kehrte er, von Wanderers de Durazno kommend, zu Sud América zurück. In der Spielzeit 2014/15 wurde er 27-mal in der Primera División eingesetzt und schoss zwölf Tore. Mitte Juli 2015 verpflichtete der in der zweiten chinesischen Spielklasse antretende Beijing Institute of Technology FC Franco. Im Januar 2016 schloss er sich dem uruguayischen Erstligisten CA Cerro an, für den er in der Clausura 2016 in 13 Ligaspielen (zwei Tore) zum Einsatz kam.

### Erfolge
- Uruguayischer Meister: 2005/06
- Torschützenkönig der Primera División (Uruguay): Apertura 2010